# Konstanty Bogumił Malcz

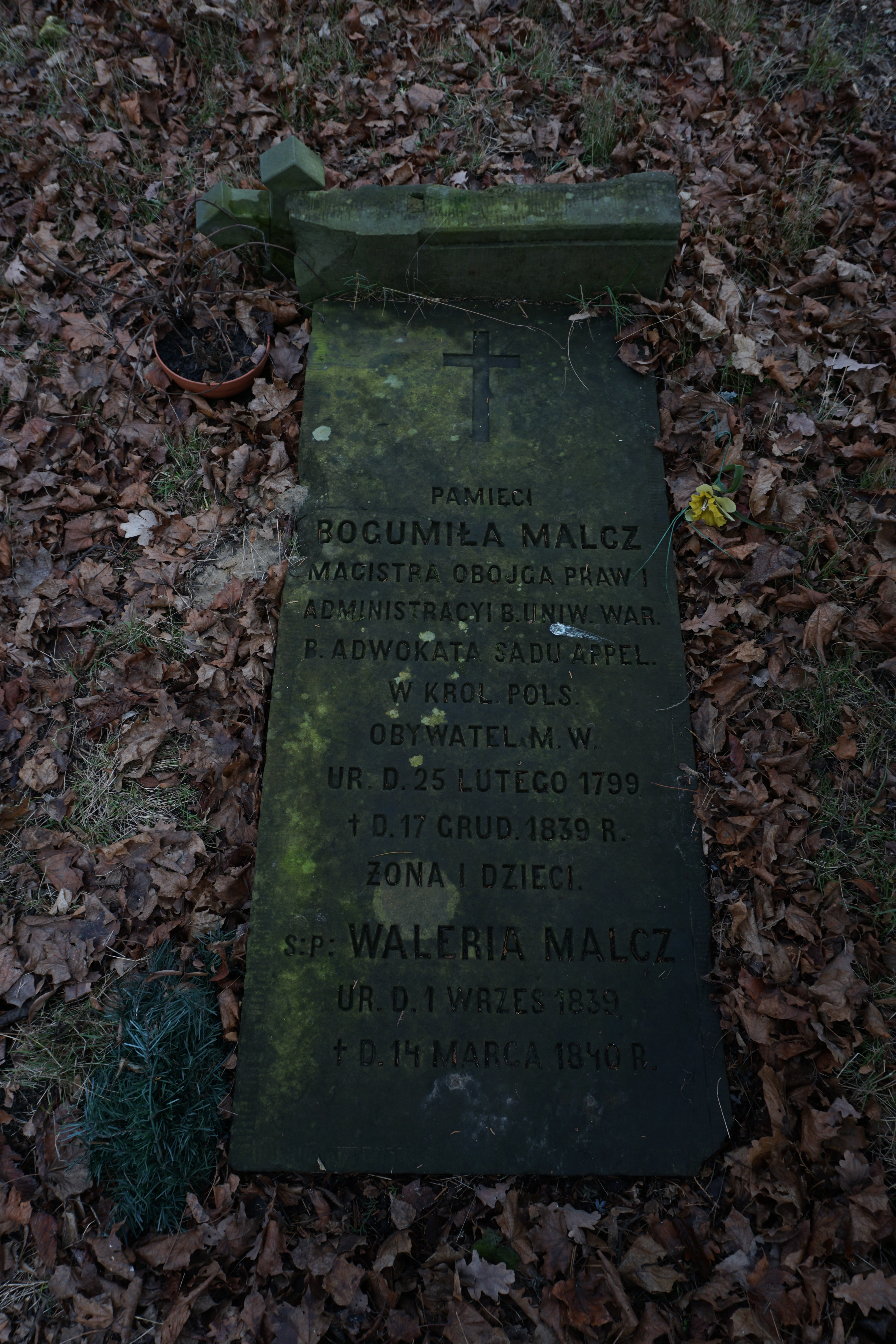
Grób Konstantego Bogumiła Malcza na cmentarzu ewangelicko-augsburskim w Warszawie

Konstanty Bogumił Malcz (ur. 25 lutego 1799 w Warszawie, zm. 17 grudnia 1839 tamże) – adwokat warszawski.
Był synem Konstantego Bogumiła (1767–1809), lekarza pochodzącego z Saksonii i Anny Bandau (1775–1811), córki złotnika warszawskiego Jana Jerzego Bandau, ewangelików, rodzonym bratem znanego lekarza Wilhelma Malcza i złotnika Karola Filipa Malcza.
Ukończył Liceum Warszawskie i zapisał się na Uniwersytet Warszawski na studia prawnicze. W 1823 roku uzyskał magisterium obojga praw i zaczął działalność adwokacką. Od 1824 roku był adwokatem przy Trybunale Cywilnym, potem przy Sądzie Apelacyjnym, sprawując jednocześnie tę funkcję przy Sądzie Konsystorskim obu wyznań ewangelickich. Był także czynnym członkiem Rady Kościelnej warszawskiej parafii luterańskiej pw. Św. Trójcy.
Podczas powstania listopadowego otrzymał ważne zadanie zbadania papierów tajnej policji w. ks. Konstantego.
Żonaty z Julią Barczewską (1816–1882), miał z nią syna Ludwika Mieczysława (1838–1920), lekarza, muzyka i kompozytora.
Pochowany obok ojca i stryjów, Ehrenfrieda i Karola Augusta, obu z zawodu aptekarzy, na cmentarzu ewangelickim w Warszawie (Al.1 nr 6).